# Навальный (фильм)
«Нава́льный» (англ. Navalny) — биографический документальный фильм с элементами триллера о российском оппозиционном политике, создателе «Фонда борьбы с коррупцией» Алексее Навальном и событиях, связанных с его отравлением в августе 2020 года. Снят канадским режиссёром Дэниелом Роэром. Премьера картины состоялась 25 января 2022 года на фестивале независимого кино «Сандэнс», где она стала фаворитом и получила приз зрительских симпатий. 24 апреля 2022 года лента вышла на телеканале CNN и стриминговой платформе CNN+.
Картина получила премии BAFTA (2023), Гильдии продюсеров Америки и «Оскар» (2023) в номинации «Лучший документальный фильм».

## Содержание
Фильм охватывает события в период с лета 2020 по январь 2021 года. Повествование включает фрагменты интервью с Алексеем Навальным, его женой Юлией, дочерью Дарьей, болгарским журналистом-расследователем Христо Грозевым.
Фильм начинается с воспоминаний Навального о Томске, где отсутствовали привычные ему провокаторы и полицейские. Герою картины стало плохо 20 августа, когда он находился на борту самолёта, летевшего в Москву. В тяжёлом состоянии Навальный был доставлен в омскую больницу, куда пыталась попасть боявшаяся за мужа Юлия. Затем его увезли в немецкую клинику Шарите. Юлия Навальная заявила, что запрещала снимать мужа на камеру, чтобы в случае смерти он не запомнился людям лежащим в постели.
В ленте показаны комментарии врачей, отрицавших нахождение отравляющих веществ в организме пациента, вырезки с пропагандистами, рассказывающими об отравлении алкоголем или едой.
После пробуждения Навального ему рассказали, что он был отравлен веществом класса «Новичок», на что тот ответил: «Это так тупо!». А вспомнив отравление Скрипалей 2018 года, добавил, что «это всё равно что оставить подпись». Затем показывается знакомство команды Навального с Христо Грозевым, который вызывает у них недоверие, пока не делится результатами своего расследования. Потом Навальный звонит своим предполагаемым отравителям, сотрудникам ФСБ, представляется своим именем и спрашивает, зачем они пытались его убить. Не добившись результатов, в очередной раз он представляется иначе — помощником Николая Патрушева, после чего Константин Кудрявцев рассказывает подробности операции.
В фильме рассматривается участие Навального в «Русском марше» 2011 года. Оппозиционер объяснил свою причастность к движению националистов умением находить общий язык с разными группами граждан РФ, что важно на политической арене.
После лечения Навальный вернулся в Россию, но прямо в аэропорту был задержан. В фильме показано, как в зале суда Навальный рисует жене сердечки на стекле. Затем демонстрируются кадры митингов в его поддержку.

## Производство
Режиссёром фильма стал канадский документалист Дэниел Роэр, изначально планировавший снять картину про одно из расследований Христо Грозева. Съёмки начались вскоре после выхода Навального из комы и шли вплоть до его ареста в январе 2021 года: по словам главного героя картины, съёмочная группа была рядом с ним даже на погранконтроле в аэропорту. Навальный хотел, чтобы получилась русская версия документального сериала «Король тигров: Убийство, хаос и безумие» (2020). Режиссёр обозначил жанр фильма как политический триллер.
Проект носил рабочее название Untitled LP9, основанное на кодовом имени сотрудника ФСБ Кудрявцева — «Любовный напиток № 9» (Love Potion №9), которое отсылает к одноимённой романтической комедии. Производством занимались компании HBO Max и CNN Films в партнёрстве с Fishbowl Films, студиями Raefilm и Cottage M. Продюсерами были Диана Беккер и Мелани Миллер из Raefilm, Шейн Борис из Cottage M, Эми Энтелис и Кортни Секстон из CNN Films, Мария Певчих, оператором — Ники Вальтл, композиторами — Мариус Де Фриз и Мэтт Робертсон. Монтажом занимались Майя Хоук и Лэнгдон Пейдж.

## Релиз
Проект был впервые анонсирован 13 января 2022 года. Премьера состоялась 25 января 2022 года на кинофестивале «Сандэнс», 11 и 12 апреля картину показали в североамериканских кинотеатрах. Массовый телевизионный релиз состоялся 24 апреля 2022 года на телеканале CNN в США, а также на стриминговой платформе CNN+. 25 апреля фильм вышел на британском телеканале BBC Two. С 26 мая фильм будет доступен на стриминговой платформе HBO Max.
Основатель российской кинокомпании «Амедиа» и продюсер Александр Акопов, чей стриминговый сервис «Амедиатека» занимается дистрибуцией части контента HBO, заявил, что его компания «пока не планировала» вести отдельные переговоры о покупке каких-либо прав на показ или трансляцию этого фильма на территории России.

## Оценки
Режиссёр фильма Дэниел Роэр охарактеризовал его как «историю одного человека и его борьбы с авторитарным режимом».

### Зарубежные критики
| Рейтинги     | Рейтинги |
| Издание      | Оценка |
| ------------ | --- |
| Time Out     | 4 из 5 звёзд · 4 из 5 звёзд · 4 из 5 звёзд · 4 из 5 звёзд · 4 из 5 звёзд                                                                                      |
| The Guardian | 4 из 5 звёзд · 4 из 5 звёзд · 4 из 5 звёзд · 4 из 5 звёзд · 4 из 5 звёзд                                                                                      |
| Film Threat  | 8 из 10 звёзд · 8 из 10 звёзд · 8 из 10 звёзд · 8 из 10 звёзд · 8 из 10 звёзд · 8 из 10 звёзд · 8 из 10 звёзд · 8 из 10 звёзд · 8 из 10 звёзд · 8 из 10 звёзд |
| /Film        | 8 из 10 звёзд · 8 из 10 звёзд · 8 из 10 звёзд · 8 из 10 звёзд · 8 из 10 звёзд · 8 из 10 звёзд · 8 из 10 звёзд · 8 из 10 звёзд · 8 из 10 звёзд · 8 из 10 звёзд |

На сайте-агрегаторе Rotten Tomatoes «Навальный» получил рейтинг 99 % и среднюю оценку 8.6/10. Рецензенты с этого ресурса констатировали: «Этот документальный фильм такой же захватывающий, как любой триллер, но реальная борьба с авторитаризмом, которую он подробно показывает, смертельно серьёзна». На сайте-агрегаторе Metacritic картина получила 82 балла из 100. Фил де Семлен в журнале Time Out поставил ей 4 звезды из 5, написав: «Прежде всего это история о мужестве перед лицом безжалостных репрессий и одна из тех слишком редких геополитических историй, в которых плохие парни действительно получают по заслугам».
На посвящённом независимому кинематографу сайте IndieWire «Навального» сравнили с киносерией о Джейсоне Борне. В британской газете The Guardian сюжет фильма был назван голливудским. Критик The Guardian Фил Харрисон оценил фильм на 5 звёзд из 5, назвав его «одним из самых впечатляющих событий, которые вы когда-либо увидите»; по его словам, «этот ужасающий документальный фильм входит в рамки надуманного шпионского триллера, но всё же это правда». Обозреватель американского еженедельника Variety посчитал ленту обязательной к просмотру, рецензент журнала The Hollywood Reporter охарактеризовал её как «тревожную» и «печальную». Кинокритик The New York Times Бен Кенигсберг добавил «Навального» в «Список критиков» и отметил, что «Роэр продемонстрировал напряжённый и захватывающий взгляд на Навального и его окружение».
Бен Пирсон с сайта /Film оценилл ленту на 8 из 10. Фионнуала Халлиган (Screen Daily) написала: «Это захватывающее, сильное произведение отличается безотлагательностью — как и его герой, который живёт моментом, находясь в постоянной тени собственной смерти». Норман Гидни (Film Threat) поставил фильму 8 из 10. Джон Финк (The Film Stage) сравнил «Навального» с документальным фильмом «Citizenfour. Правда Сноудена» (2014).
Болгарские СМИ подчёркивали, что в фильме принимал участие болгарский журналист Христо Грозев. Сам Грозев в интервью bTV заявил, что проект «Навальный» можно считать болгарским, так как изначально это была его идея, а большая часть финансирования тоже вначале принадлежала ему.
10 марта 2024 года фрагмент картины показали на 96-й церемонии вручения премии «Оскар». Этот показ открыл традиционную часть церемонии In memoriam, в которой Киноакадемия вспоминает умерших за последний год кинематографистов.

### Российские издания
На сайте-агрегаторе «Критиканство» средняя оценка русскоязычных изданий, основанная на 3 рецензиях, составила 70/100. Издание «Русская служба Би-би-си» предупредило, что отечественные зрители, «искушённые российской действительностью», ожидающие новых подробностей, могут разочароваться. Была отмечена недостаточная откровенность, сдержанность главных героев: «Роэр не снял своего рода „Срок“ для западного зрителя. То ли его герои не успели привыкнуть к камере, то ли именно предыдущий опыт заставил их быть осторожнее». Однако фильм, по мнению рецензента, «идеально композиционно выстроен» и напоминает документальный мини-сериал «Руки прочь от котиков! Охота на интернет-убийцу» (2019), только ускоренный.
Карина Орлова с радиостанции «Эхо Москвы» написала: "Самое важное, что увидят десятки миллионов людей по всему миру — это настоящую Россию Путина, которая весь фильм видна на заднем плане, и его настоящий режим. Не хохочущую «Искандерами» «великую державу», не оплот цивилизации, не технологическое государство, а нищую страну, без дорог, с обшарпанными больницами, убогими новостройками в крупнейших городах типа Новосибирска, и заправляющую этим всем банду отмороженных гопников с одной извилиной на троих. Которые служат в ФСБ, но сдают в телефонном разговоре гостайну о попытке убийства химическим оружием человеку, за которым следили несколько лет и который даже не пытается говорить языком чиновника/гэбиста. Которые считают верхом изобретательности и превосходства называть Навального как угодно — «пациент Берлинской клиники», «этот гражданин», но только не по имени".
Константин Баканов (газета «Собеседник») назвал ленту «видеовикипедией» для западных зрителей и «запретным плодом» для российских. Алиса Таёжная (интернет-издание The Village) описала «Навального» как «типичный героический документальный портрет». Вадим Богданов из информационного агентства InterMedia поставил фильму оценку 8 из 10, описав его как «не компромиссный в своих идеях, но и не радикальный до крайности. Не либеральный, но и не анархичный».
Александр Панов («Новая газета») похвалил съёмку и монтаж. Катя Загвоздкина («Афиша») предположила, что фильм отчасти «срежиссирован» самим Навальным, рассказывающим и показывающим зрителям только то, что считает нужным, но не теряющим при этом обаяния.
Сайт «Кинопоиск» включил «Навального» в список 12 лучших фильмов «Сандэнса-2022». Редакторы обвинили Роэра в отсутствии любопытства: «Оказавшись один на один с интереснейшим человеком, режиссёр не пытается узнать о Навальном ничего нового. Он просто сочувственно задаёт вопросы». Фильм не имеет пользовательской оценки и рецензий на «Кинопоиске», сайт отказывается публиковать их.

### Реакция российской власти
Росфинмониторинг за день до премьеры фильма включил Алексея Навального и некоторых его соратников в перечень «террористов и экстремистов». Политолог Станислав Белковский посчитал объявление в розыск Олега Навального, брата Алексея, реакцией власти на появление фильма.
Пресс-секретарь президента России Дмитрий Песков заявил, что присуждение «Оскара» документальному фильму о Навальном продемонстрировало определённый элемент политизации со стороны Голливуда.

### Награды
| Год  | Категория                                       | Организация                | Результат | Ист.   |
| ---- | ----------------------------------------------- | -------------------------- | --------- | ------ |
| 2022 | Приз зрительских симпатий: Документальный фильм | «Сандэнс»                  | Победа    | [ 58 ] |
| 2022 | Приз «Фаворит фестиваля»                        | «Сандэнс»                  | Победа    | [ 58 ] |
| 2023 | Лучший документальный фильм                     | BAFTA                      | Победа    | [ 60 ] |
| 2023 | Лучший документальный фильм                     | Оскар                      | Победа    | [ 62 ] |
| 2023 | Лучший документальный фильм                     | Гильдия продюсеров Америки | Победа    | [ 63 ] |